# Kerk van Noordwijk
De kerk van Noordwijk is een middeleeuwse kerk in Noordwijk in de Nederlandse provincie Groningen. Tegenwoordig is dit rijksmonument eigendom van de Stichting Oude Groninger Kerken.

## Beschrijving
De hervormde kerk is een eenvoudige rechtgesloten zaalkerk in romanogotische stijl. De kerk is gebouwd is gebouwd van kloostermoppen op een opgeworpen kerkheuvel midden in het dorp, waarschijnlijk rond het begin 14e eeuw. De lengte van het gebouw is 16 meter, de breedte 7 meter.

### Exterieur
De ingang van de kerk bevindt zich aan de noordkant van de kerk. In de noordwand van het koor zit acht het pleisterwerk nog een dichtgemetselde priesteringang. Tussen de vensters gaan achter de pleisterlaag nog spaarvelden met bogen schuil, ingevuld met vlechtwerk.
De westmuur is blind en voorzien van zeven muurankers. 
In de oostmuur zitten vijf muurankers, een halfrond raam en twee kleinere rondboogvensters. Deze rondboogvensters kunnen een aanwijzing zijn voor de romaanse aard van de kerk. In de top van de oostmuur zitten achter de pleisterlaag nog klimmende spaarvelden. Dit komt veel voor in de Groninger romano-gotiek, zoals bij de kerk van Nuis.
Zowel in de noord- als de zuidmuur zitten vier spitsboogvensters.
De kerk werd in 1868 is de kerk rigoureus verbouwd. De noordmuur werd hersteld en alle vensters werden aangepast. Pleisteren was destijds erg populair en de kerk werd dan ook in zijn geheel in blokvorm gepleisterd. Door de pleisterlaag van voegen te voorzien kreeg het een effect van natuursteen. In 2005 werd de kerk gerestaureerd en kreeg het gebouw zijn oorspronkelijke okergele kleur terug.
In de dakruiter hangt een Amsterdamse luidklok die gegoten werd in 1712. Deze werd in 1714 geschonken door de toenmalige collator van de kerk; Carel Ferdinand von Inn- und Kniphausen, heer van Nienoord. Von Inn- und Kniphausen heeft er ook gekozen voor de vorm van een leeuw voor de windwijzer naar zijn wapen.

### Interieur
De eenbeukige kerk heeft een wit gepleisterd tooggewelf. Later zijn er nog enkele trekbalken geplaatst om de spatkrachten op te vangen.
De preekstoel van rond 1600 is uitgevoerd in Hollandse Renaissance-stijl met achterschot en klankbord. Hij is versierd met getordeerde hoekzuilen met Ionische kapitelen. Het inlegwerk is van ebbenhout. Deze preekstoel komt oorspronkelijk uit de kerk van Midwolde en is na een verblijf in de kerk van Leek overgebracht naar Noordwijk. 
Na enige omzwervingen, onder andere in een boerderij in Drachten, is ook het doophek na herstelwerkzaamheden teruggezet op de oude plek in de kerk.
Tot de inventaris van de kerk behoren verder een zeventiende-eeuws doopvont en een in de achttiende eeuw gegoten kroonluchter.   
Bij de restauratie van 2005 werd het interieur van de kerk in 19e-eeuwse stijl ingericht.

#### Orgel
Door veenverkopen verkreeg men geld waarvoor in 1871 een kerkorgel werd gekocht voor de som van ƒ 1.700,00 (€ 770,00). Het instrument werd gebouwd door de firma P. van Oeckelen uit Harendermolen. Het orgel heeft één klavier en een aangehangen pedaal.
In 1931 kreeg het orgel een elektrische windmachine. Voorheen werd het door middel van een handpomp bediend. Het Van Oeckelenorgel is in september 2005 provisorisch opgeknapt en in 2010 grondig gerestaureerd door orgelbouwer Bert van den Heuvel te Soest.
De dispositie is:
- Prestant 8" (van Engels bloktin in het front)
- Bourdon 8" (grootoctaaf van hout)
- Vioala di Gamba 8"
- Octaaf 4"
- Woudfluit 2"
- Fluit 4"
- Quint 3" (groot octaaf gedekt)
- Fagot 8" (bas)
- Trompet 8" (diskant)
- Windlosser

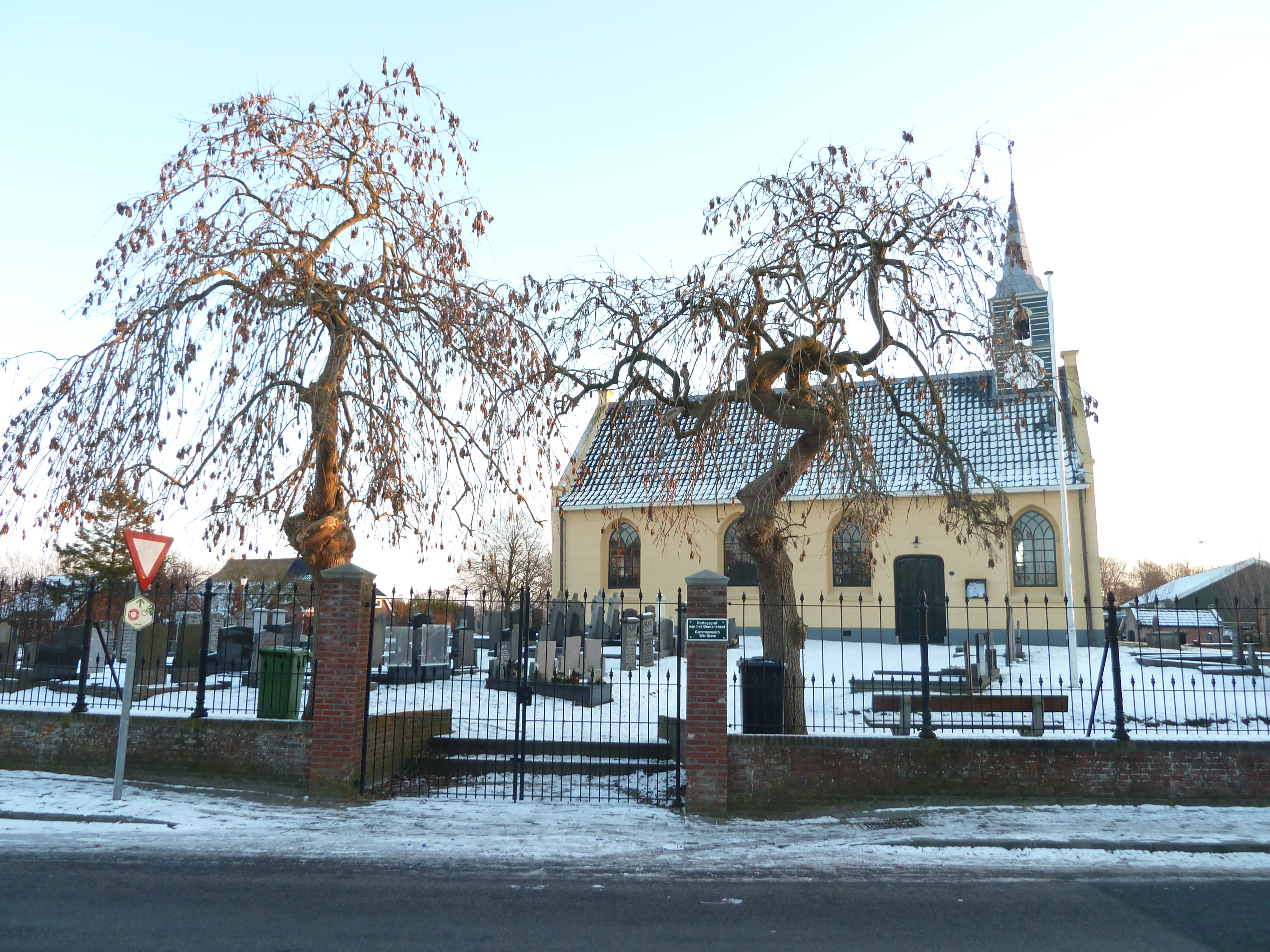
Vooraanzicht met de treurbomen
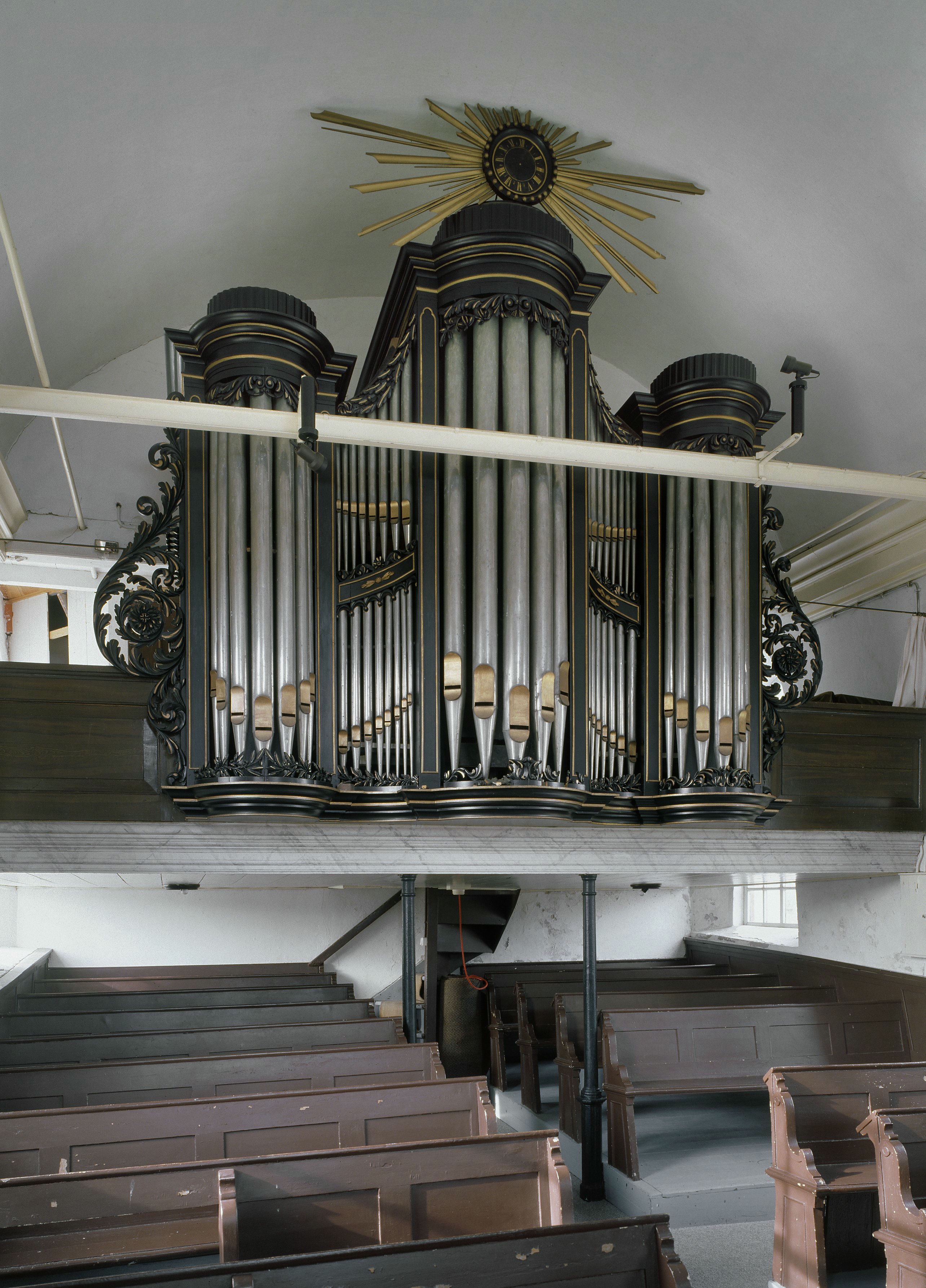
Het Van Oeckelenorgel uit 1871
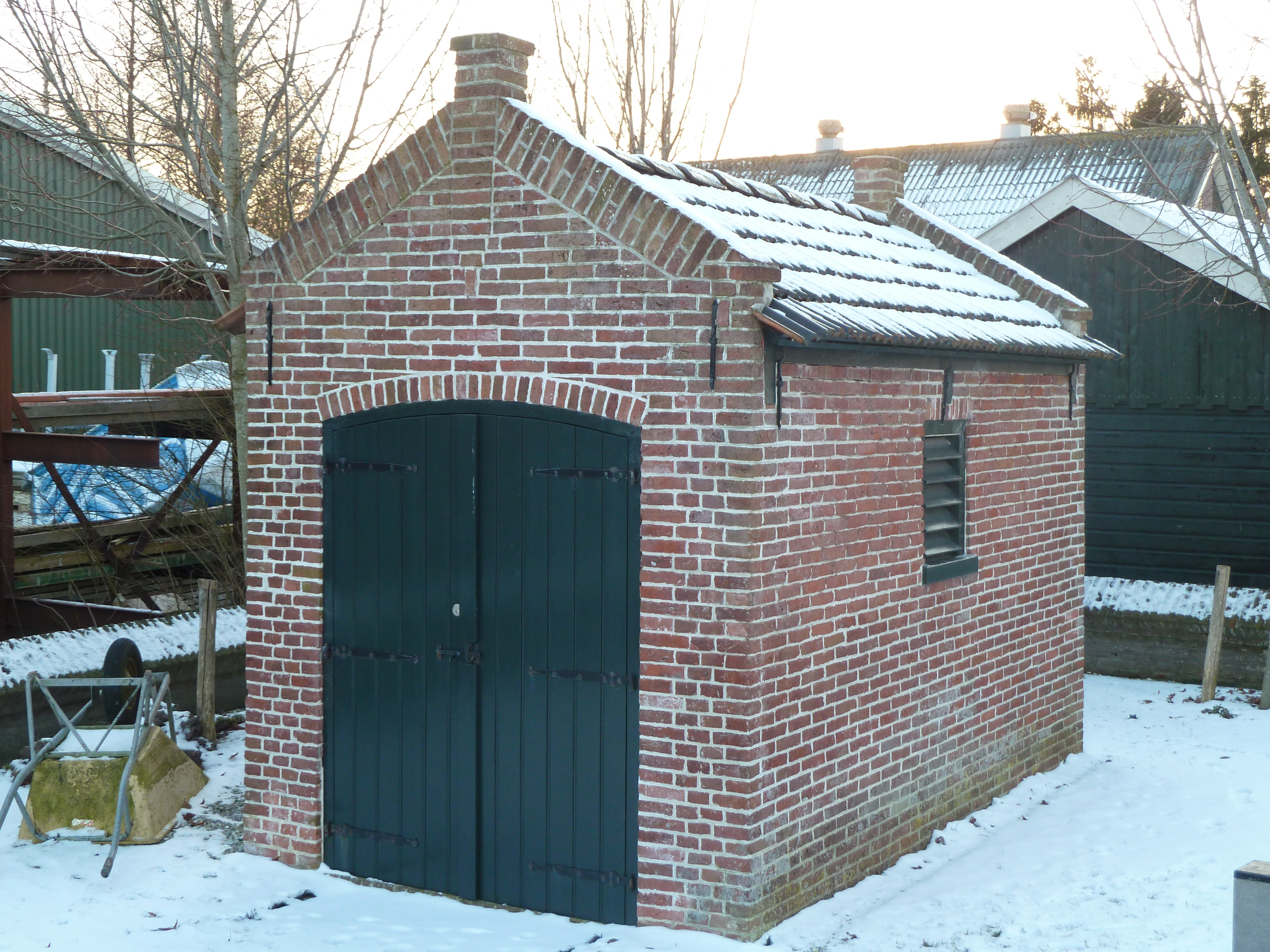
Lijkhuisje bij de begraafplaats

## Trivia
- Het lijkshuisje bij de kerk vormt het startpunt voor het 'Leedaanzeggerspad'. Dit pad voert de wandelaar over de Beldam en door Lucaswolde en de Zuidpolder (ten zuiden van Grootegast). Daarna volgt het pad de Leidijk.